# Microsoft Bob
Microsoft Bob és una aplicació de la companyia Microsoft que es va publicar el Març 1995 per a Windows 3.1 amb la finalitat de millorar la imatge del sistema operatiu. A pesar de la seva nova interfície d'usuari, el Bob no va aconseguir calar en el mercat, sent un dels fracassos més grans de Microsoft.

## Orígens
El Microsoft Bob, dissenyat per a Windows 3.1x i Windows 95, va intentar utilitzar una interfície d'usuari "amable" i divertida, substituint al Program Manager. El projecte el va conduir Melinda French, que en aquella època era la xicota de Bill Gates. El projecte, un cop French ja havia abandonat Microsoft, va ser dirigit per Karen Fries. Microsoft originalment era el propietari del domini bob.com, però el va canviar Bob Kerstein per windows2000.com

## Característiques
El Bob incloïa diversos programes d'oficina, com una eina de finances i un processador de text. La interfície d'usuari simulava una casa i cada moble o objecte de l'habitació estava associat a una funció, com per exemple, la màquina d'escriure, la qual era el processador de textos. Aquesta interfície va ser dissenyada per a ser útil als usuaris novells, però molts es van queixar que era massa infantil, poc pràctica i reiterativa. Cada acció com, por exemple, crear un document nou, anava acompanyada d'uns tutorials pas a pas, sense importar quantes vegades hagués realitzat aquella acció l'usuari. Els usuaris eren guiats a través de diversos personatges de dibuixos animats, com per exemple un gos guardià o un lloro.
El Bob també té relació amb el famós tipus de lletra de Microsoft "Comic Sans", ja que aquesta font va ser encarregada exclusivament per a ser usada com a tipografia predeterminada del Bob.
En estar pensada per aquest programa, el dissenyador va intentar crear una font infantil i pensada per a nens. Això no obstant, la Comic Sans es va acabar a temps i el Bob mai la va arribar a utilitzar. Microsoft va decidir llavors incloure-la al seu paquet de fonts predeterminades de totes les versions posteriors de Windows fins avui.
Aquestes característiques van portar al Bob al setè lloc de la revista PC World Magazine en la llista de "els 25 pitjors productes de tots els temps" i a "ser el pitjor producte de la dècada" segons CNET.com

## Les guies del Bob
El programa Bob sempre anava guiat i dirigit per una sèrie de guies que eren personatges de dibuixos animats, cada un amb la seva pròpia personalitat i un conjunt d'animacions pròpies, que van resultar precursores del que més endavant esdevindrien "Asistents d'Office" i els agents de "Microsoft Agent Technologies". Com que els guies repetien constantment un nombre molt reduït de frases i sempre mostraven tutorials llargs de cada aplicació encara que l'usuari ja hagués realitzat aquests treballs anteriorment, van alimentar les crítiques sobre el Bob.
Aquests eren els guies:
- Rover, el gos groc (Més tard es convertiria en Ruffo, l'ajudant de cerca de Windows XP)
- Baudelaire, una gàrgola d'una catedral gòtica.
- Blythe, un insecte propi de Nova York.
- Chaos, un gat de peluix Francès.
- Digger, un cuc Irlandès.
- Hopper, un conillet de color blau.
- Java, un drac "bevedor de cafè" de Guatemala.
- Ruby, un lloro
- Shelly, una tortuga que portava motxilla.
- Scuzz, una rata que tocava la guitarra de la ciutat de Peoria.
- Speaker, un altaveu de color negre.
- Will, una caricatura de William Shakespeare.
- The Dot, una pilota vermella. (Més tard es convertia en un ajudant d'Office)

## Llegat
A pesar que es va deixar de comercialitzar quan va sortir Windows 98, el Microsoft Bob encara té alguns elements que es segueixen utilitzant en productes de Microsoft:
- El logotip del Bob era una cara somrient amb ulleres, actualment és un dels emoticons disponibles al Windows Live Messenger, anomenat "Setciències" i que s'obté al teclejar "8-|"
- El Will (la caricatura d'en Shakespeare) i el Dot van ser Assistents de la suite ofimàtica de Microsoft Office durant un temps. (El Will només va aparèixer a l'Office 97)
- El gos groc (Rover) es pot trobar ara com un dels assistents de la funció "cercar arxius" de Windows XP.
- Les animacions d'en Rover van inspirar les de l'Assistent d'Office "Rex".
- Rocky, un gos animat, apareix en el programa de Microsoft Greetings Workshop. El nom de l'arxiu d'en Rocky és Rover, com el Rover de Microsoft Bob.